# Discopsis costulatus
Discopsis costulatus is een slakkensoort uit de familie van de Tornidae. De wetenschappelijke naam van de soort is voor het eerst geldig gepubliceerd in 1870 door de Folin.